# Troy McClure
Troy McClure è un personaggio secondario della serie televisiva a cartoni animati statunitense I Simpson, doppiato nella versione originale da Phil Hartman, che compare per la prima volta nell'episodio della seconda stagione Homer contro Lisa e l'ottavo comandamento. McClure è un attore finito che interpreta ruoli di basso livello, recitando in pubblicità televisive e presentando film istruttivi per ragazzi.
Il personaggio di McClure è basato in parte sugli attori di film di serie B Troy Donahue e Doug McClure, e in parte sullo stesso Phil Hartman. In seguito alla morte di Hartman, avvenuta per omicidio il 28 maggio 1998, il personaggio non è più comparso nella serie e la sua ultima apparizione è stata nell'episodio della decima stagione Mamma Bart. McClure viene spesso considerato uno dei personaggi più popolari della serie: nel 2006 il sito IGN lo ha classificato al primo posto nella lista dei "25 migliori personaggi secondari ne I Simpson".

## Ruolo neI Simpson
Forse vi ricordate di me per alcuni filmati istruttivi come "Due meno tre uguale divertimento negativo", e "Petardo, il killer silenzioso"»
(Troy McClure, Meat and You: Partners in Freedom)
Troy McClure è lo stereotipo dell'attore di Hollywood che ha fatto il suo tempo: famoso nei primi anni settanta, la sua carriera ebbe un forte declino a causa delle dicerie riguardanti una forma di parafilia nei confronti dei pesci. Nella maggior parte delle sue apparizioni nella serie presenta brevi filmati, come video educativi e pubblicità, che gli altri personaggi vedono in televisione o in luoghi pubblici. McClure introduce se stesso dicendo: "Salve, sono Troy McClure, forse vi ricordate di me per [film, video istruttivi, documentari, ecc.] come..." indicando due titoli che sono in attinenza con quello che sta presentando. Per esempio, nell'episodio Mamma Bart, McClure introduce un documentario su come covare le uova di uccello dicendo: "Salve, sono Troy McClure. Forse vi ricordate di me per documentari sulla natura come Bacarozzi, che schifo! e Uomo contro la natura: la strada della vittoria."
L'unica puntata in cui ricopre il ruolo di protagonista è l'episodio della settima stagione Un pesce di nome Selma. McClure, su suggerimento del suo agente, decide di iniziare una relazione sentimentale con Selma Bouvier per mettere a tacere le voci sulla sua sessualità. Questo rapporto ridà slancio alla carriera dell'attore, portandolo al ruolo di protagonista in Fermate il pianeta delle scimmie: voglio scendere!, il musical ispirato al film Il pianeta delle scimmie. Selma inizialmente crede che l'amore sia sincero, tanto da accettare il matrimonio, ma anche dopo aver scoperto le reali motivazioni dell'attore decide comunque di rimanere con lui. Quando però l'agente di Troy consiglia alla coppia di avere un figlio per far ottenere a McClure la parte di coprotagonista nel film McBain IV: crivellamento fatale, Selma rifiuta l'idea di crescere un figlio in una relazione senza amore e decide di lasciare Troy.
In aggiunta a questo ruolo principale, McClure appare come presentatore negli episodi Il 138º episodio spettacolare e La bacheca della serie dalla serie "I Simpson". Il primo è un documentario "dietro le quinte" sulla serie I Simpson, in cui risponde alle domande degli spettatori e vengono fatte vedere sequenze inedite; il secondo è un episodio che presenta tre possibili spin-off de I Simpson.

## Personaggio

### Creazione

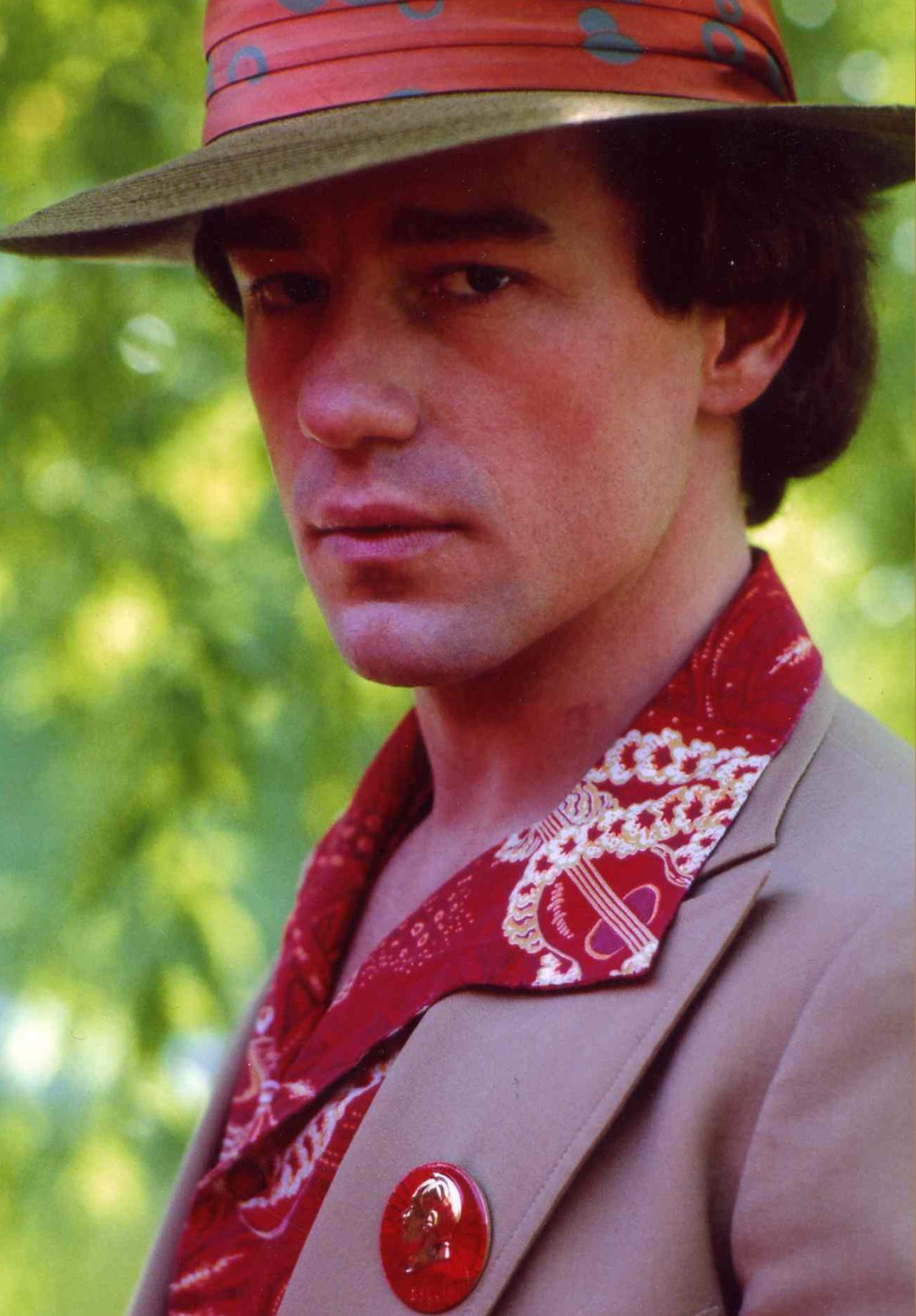
L'attore Phil Hartman, qui nel 1978, che prestò la sua voce a Troy McClure

McClure è basato sul tipico attore di Hollywood che ha fatto il suo tempo; gli attori di film di serie B Troy Donahue e Doug McClure sono stati utilizzati come ispirazione per il nome e per certi aspetti del suo carattere. Lo scrittore Mike Reiss incontrò la figlia di Dough McClure, che rivelò che suo padre aveva trovato l'omaggio divertente; pare che i figli lo chiamassero "Troy McClure" alle sue spalle. Secondo il creatore della serie, Matt Groening, Phil Hartman fu scelto per interpretare il ruolo di McClure per la sua abilità nel mettere "la massima quantità di umorismo" in ogni frase che recitava e persino l'aspetto fisico di McClure era simile a quello dello stesso Hartman. Durante la fase di creazione, a McClure è stata aggiunta una linea in più sotto i suoi occhi per far credere che il personaggio avesse subito un ritidectomia facciale.
In un'apparizione molto breve nell'episodio della seconda stagione Bart rischia grosso, McClure viene doppiato da Dan Castellaneta. In italiano viene doppiato da Fabrizio Pucci fino alla sesta stagione e nelle successive tre stagioni da Paolo Marchese.

### Sviluppo del personaggio
A detta del produttore esecutivo Al Jean, gli scrittori hanno spesso usato McClure nelle situazioni di emergenza, aggiungendo il personaggio quando ritenevano che l'episodio avesse bisogno di maggior umorismo.
La personalità di McClure è stata maggiormente caratterizzata nell'episodio Un pesce di nome Selma, nel quale viene fornito uno sguardo più approfondito nella sua vita privata e nella sua carriera. Gli showrunner Bill Oakley e Josh Weinstein erano fan di Phil Hartman e speravano di realizzare un episodio riguardante McClure in modo da poter far recitare Hartman per più tempo possibile; per realizzare ciò, si pensò di far sposare McClure con Selma Bouvier, poiché quest'ultima "si sposava sempre". L'animatore Mark Kirkland fu particolarmente soddisfatto che McClure fosse il protagonista dell'episodio, apprezzando molto l'interpretazione di Hartman, e l'episodio consentì a lui e agli altri animatori di affermare che "[McClure] può entrare in scena come personaggio". In tutto l'episodio Un pesce di nome Selma vengono fatti continui accenni riguardo a strani comportamenti sessuali di McClure; gli scrittori non sapevano inizialmente quale sarebbe stata la "strana" preferenza sessuale dell'attore, ma alla fine decisero che questa avrebbe riguardato i pesci, seguendo un suggerimento del produttore esecutivo James L. Brooks. Josh Weinstein descrisse questa idea sui pesci "così pervertita e strana da essere esagerata".

### Ritiro del personaggio
Dopo la morte di Hartman, avvenuta nel 1998, anziché sostituire il doppiatore, lo staff della produzione decise di ritirare dalla serie il personaggio di Troy McClure insieme all'altro personaggio che Hartman era solito doppiare, Lionel Hutz; l'ultima apparizione di McClure è stata pertanto nell'episodio della decima stagione Mamma Bart, dedicato alla memoria di Hartman. Un ritratto di McClure presente nel Springfield Wall of Fame viene mostrato nell'episodio della ventesima stagione Prendi la mia vita, per favore.
Prima della sua morte, Hartman aveva spesso espresso interesse a recitare in un film live action riguardante McClure, che sarebbe stato scritto da uno degli autori della serie. Matt Groening ha successivamente dichiarato alla rivista Empire che l'idea non ha "ottenuto altro che entusiasmo" e che "sarebbe stato proprio divertente"; Hartman affermò in proposito: "aspetto impazientemente questo film live action, pubblicizzando le presenze [di McClure] al Betty Ford Center".

## Accoglienza e influenza culturale
Anche dopo il suo ritiro, Troy McClure rimane uno dei più popolari personaggi secondari della serie: nel 2006 il sito IGN ha classificato McClure al primo posto nella lista dei "25 migliori personaggi secondari ne I Simpson", riferendosi a lui come "un personaggio meravigliosamente bizzarro e divertente che mostra il meglio di come possono essere i ruoli minori ne I Simpson". In un articolo del 2007 riguardante le guest star ne I Simpson, Adam Finley ha scritto che McClure è stato "protagonista di alcuni dei momenti più divertenti nella storia de I Simpson". Chris Turner sostiene nel libro Planet Simpson che McClure e Lionel Hutz "rappresentano il maggior contributo alla serie al di fuori del solito cast", aggiungendo che "è difficile immaginare un'era d'oro per la serie senza di loro". Inoltre afferma che "l'interpretazione di Hartman prende di nuovo vita a ogni apparizione. McClure è diventata l'apoteosi dello stereotipo, una reinterpretazione divertente la cui introduzione [...] è diventata un modo simbolico per descrivere qualunque figura mediatica grossolanamente artificiosa".
L'episodio in cui McClure ha il ruolo più importante, Un pesce di nome Selma, è spesso considerato uno dei migliori episodi della serie ed è uno dei preferiti da molti membri dello staff; Entertainment Weekly ha posizionato l'episodio all'ottavo posto nella classifica dei 25 episodi migliori de I Simpson, mentre il sito IGN ha designato l'episodio come il migliore della settima stagione, definendola una "scelta ovvia", e ha ritenuto il musical Fermate il pianeta delle scimmie: voglio scendere! il miglior momento dell'episodio e "forse anche [il migliore] dell'intera serie".
Il doppiaggio di McClure era uno dei ruoli più noti di Phil Hartman; egli utilizzava spesso la voce del personaggio per intrattenere, tra una ripresa e l'altra, il pubblico presente alle registrazioni degli episodi della sitcom NewsRadio; affermò che "i miei fan preferiti sono i fan di Troy McClure" e disse inoltre che "è l'unica cosa nella mia vita che faccio come svago. La faccio per il puro amore di farla". Quando Hartman è stato assassinato nel 1998, molti necrologi citavano il suo lavoro di doppiaggio di McClure come uno dei momenti più importanti della sua carriera. La BBC disse che "la voce [di Hartman] era conosciuta da milioni di persone" grazie ai doppiaggi di McClure e Hutz.
La linea di giocattoli World of Springfield ha trasformato il personaggio di McClure in una action figure, venduta come parte della Celebrity Series 1. Inoltre compare nel videogioco Virtual Springfield presentando la città di Springfield al giocatore.